# Патрульные корабли типа "Tachin"
Патрульные корабли типа «Tachin» — патрульные корабли в составе ВМС Таиланда времён Второй мировой войны. Также классифицировались как шлюпы, в мирное время использовались для подготовки курсантов военно-морских училищ, в военное – как канонерские лодки. Также оснащены тралами и оборудованием для минных постановок. Первоначально несли гидросамолет “Watanabe” WS-103, спуск и подъем которого осуществлялся грузовой стрелой.
Первоначально планировалась серия из четырех кораблей, но в итоге построено два – «Tachin» и «Maeklong», названные в честь тайских рек.
В 1995 году король Пхумипон Адельядет обратился к Королевскому военно-морскому флоту Таиланда с просьбой сохранить старые военные корабли и превратить их в музей военной истории для распространения знаний среди общественности, после чего «Maeklong» был переоборудован в музей.

## Представители проекта
| Название   | Закладка  | Спуск на воду | Вступление в строй | Судьба                                                                     |
| ---------- | --------- | ------------- | ------------------ | -------------------------------------------------------------------------- |
| «Tachin»   | 1936      | 24.7.1936     | 10.06.1937         | Тяжело поврежден в результата попадания бомбы у Саттахипа 1.6.1945, списан |
| «Maeklong» | 24.7.1936 | 27.11.1936    | 10.6.1937          | Списан в 1995, переоборудован в музей.                                     |